# Atlantosaurus
Atlantosaurus (nghĩa là "thằn lằn Atlas") là một chi khủng long sauropoda bị nghi ngờ. Chi này chỉ gồm một loài duy nhất, Atlantosaurus montanus, từ thành hệ Morrison của Colorado, USA. Atlantosaurus là sauropoda đầu tiên được mô tả trong thời kỳ Cuộc chiến xương nổi tiếng thế kỷ 19.